# Aganosma
Chi Luyến hương (danh pháp khoa học: Aganosma) hay chi Chè bông, chi Chè lông, là một chi thực vật có hoa trong Họ La bố ma (Apocynaceae), được George Don mô tả khoa học đầu tiên năm 1837. Chúng được tìm thấy ở Trung Quốc, tiểu lục địa Ấn Độ và các nước Đông Nam Á.

## Các loài
Theo Thực vật chí thế giới trực tuyến (WFO), tính đến nay có 9 loài và 2 thứ trong chi Luyến hương đã được công nhận:
- Aganosma breviloba Kerr
- Aganosma cymosa (Roxb.) G.Don - Luyến hương, luyến hương trang
  - Aganosma cymosa var. conferta Hook.f.
  - Aganosma cymosa var. cymosa
  - Aganosma cymosa var. elegans (G.Don) Hook.f.
- Aganosma gracilis Hook.f.
- Aganosma heynei (Spreng.) I.M.Turner - Luyến hương Heyne
- Aganosma petelotii Lý - Luyến hương Petelot, chè bông bắc
- Aganosma schlechteriana H.Lév. - Luyến hương Hải Nam
- Aganosma siamensis Craib - Luyến hương lớn, chè bông lớn, chè lông dại
- Aganosma wallichii G.Don - Luyến hương Wallich